# Puertos de Auckland
Ports of Auckland Limited o Puertos de Auckland Limitada (POAL), sucesora de la Junta Portuaria de Auckland, es la empresa propiedad del Ayuntamiento de Auckland que administra las instalaciones portuarias de carga comercial y de cruceros de Auckland. Dado que la empresa gestiona todas las instalaciones asociadas en el área del Gran Auckland (excluyendo las terminales de ferry y los puertos deportivos locales para la navegación de recreo), este artículo trata tanto de la empresa actual como de los propios puertos de Auckland.

## Infraestructura

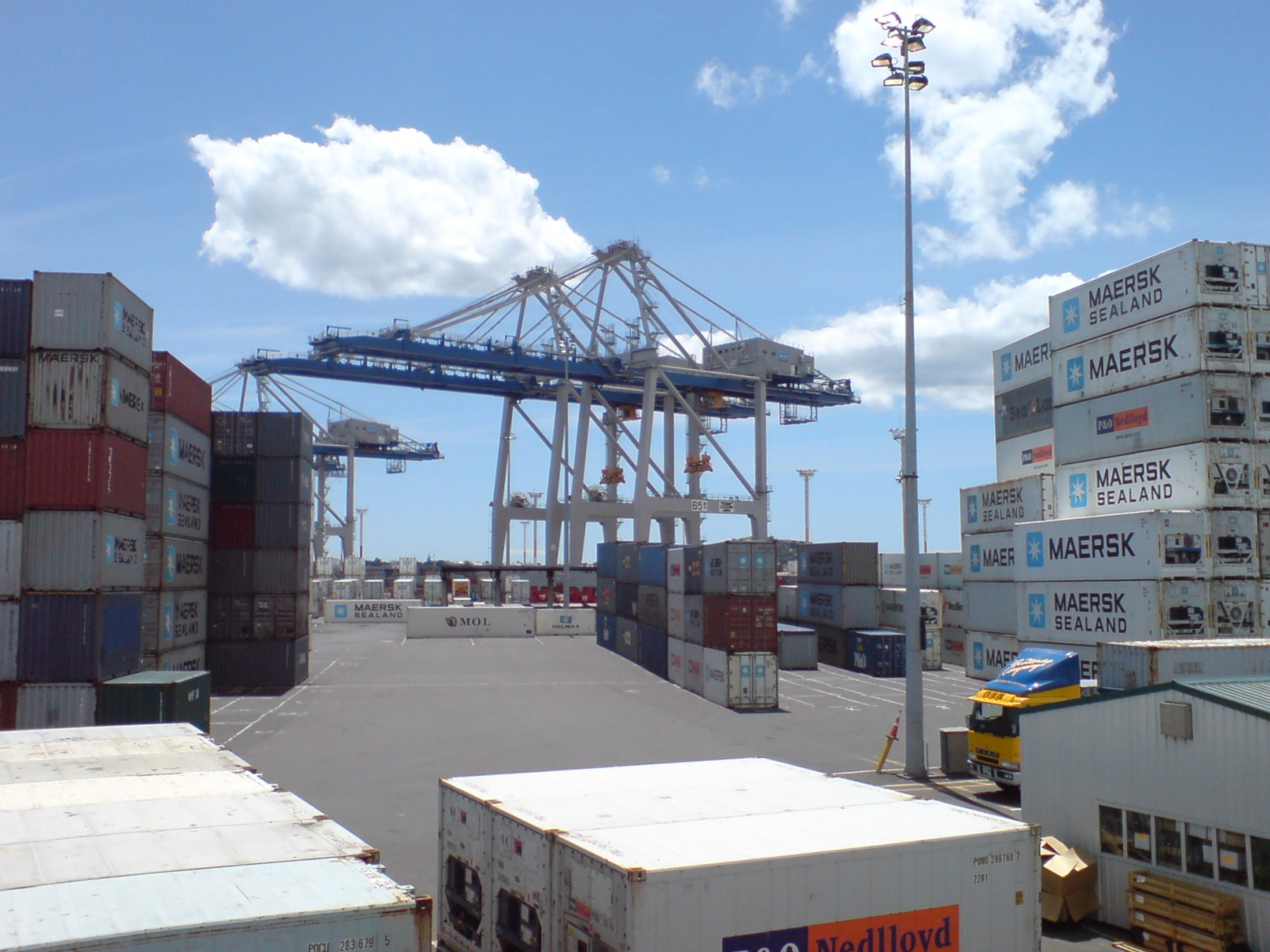
Contenedores y grúas portacontenedores en Fergusson Wharf

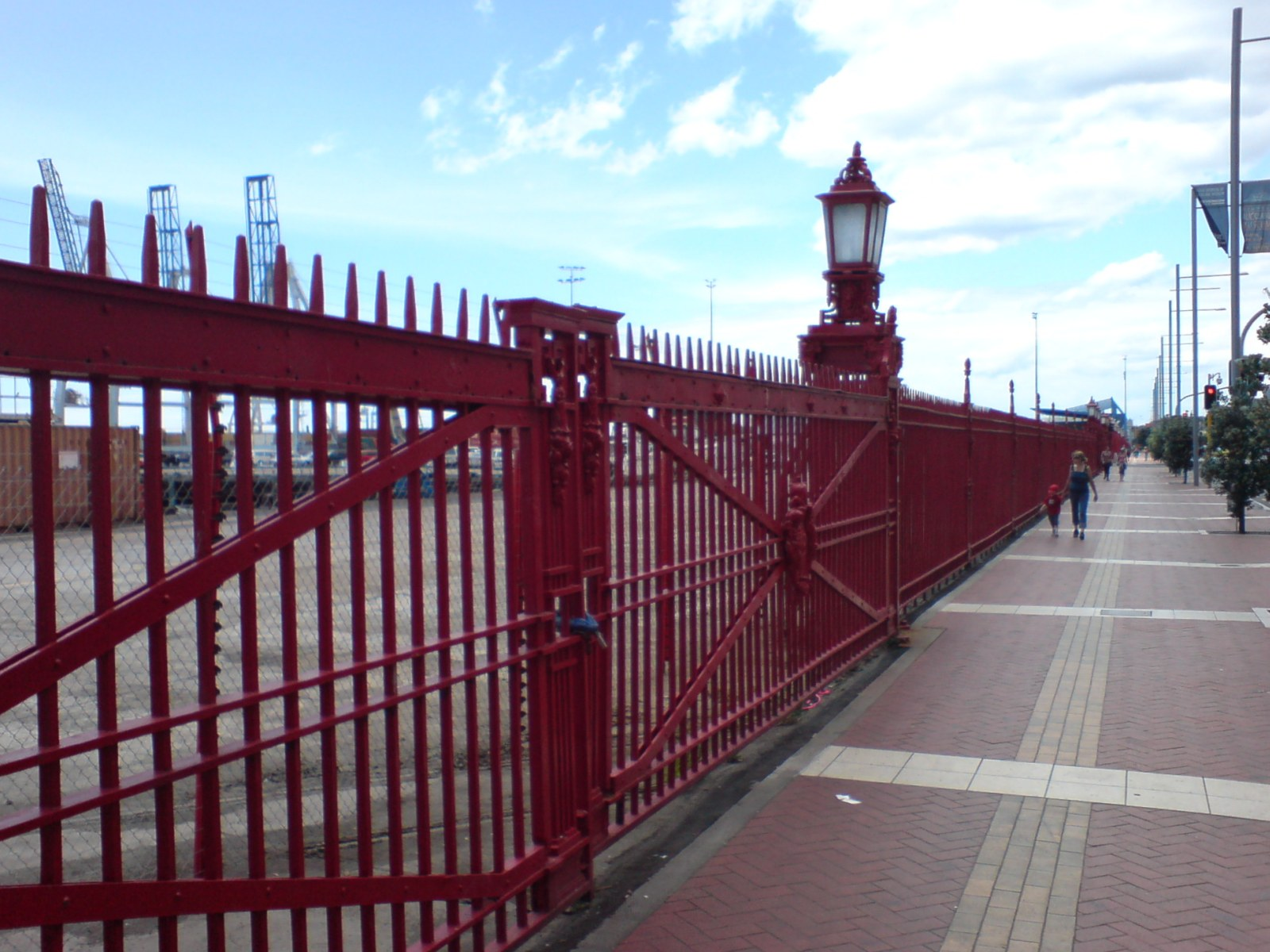
La icónica "Valla roja", el borde sur (frontera aduanera) del muelle Captain Cook, en Quay Street

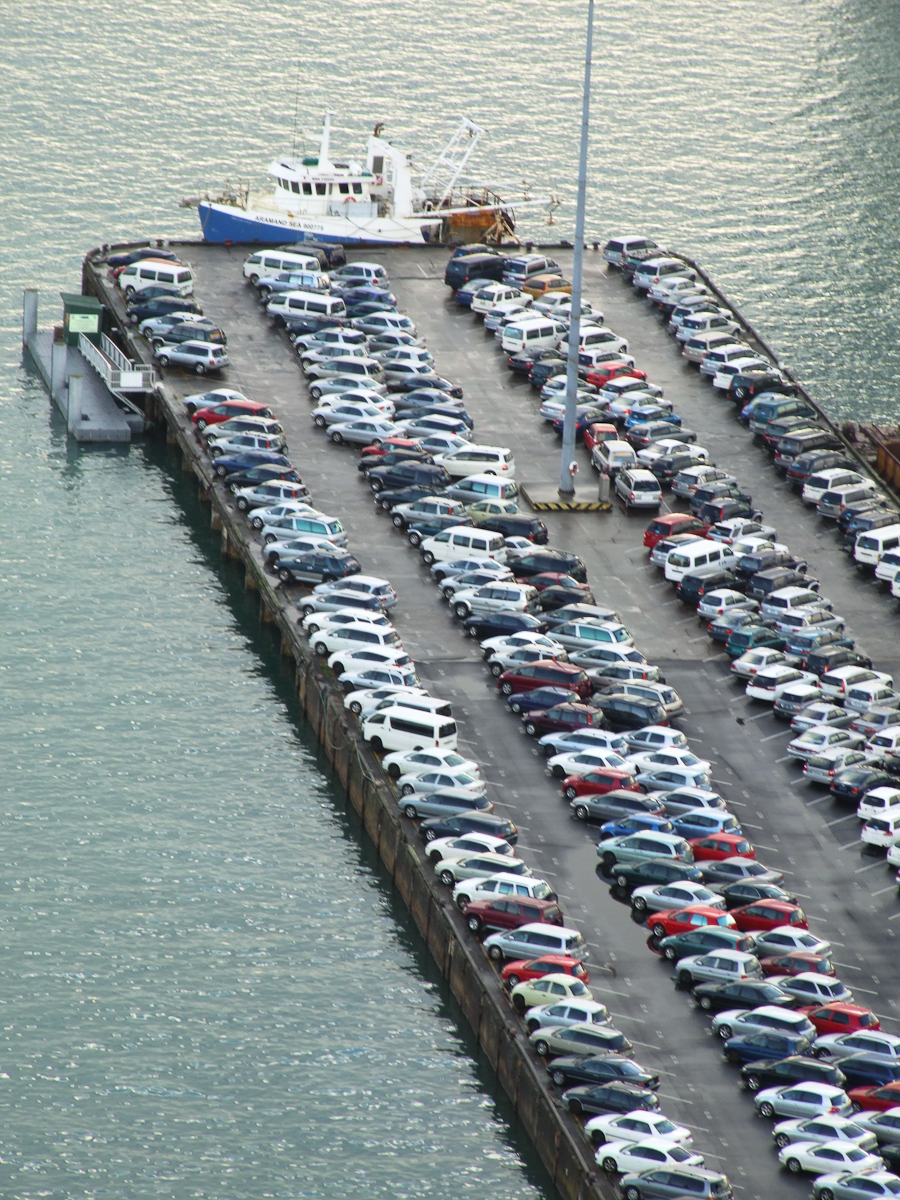
Autos recién importados esperando ser inspeccionados en uno de los patios de autos.

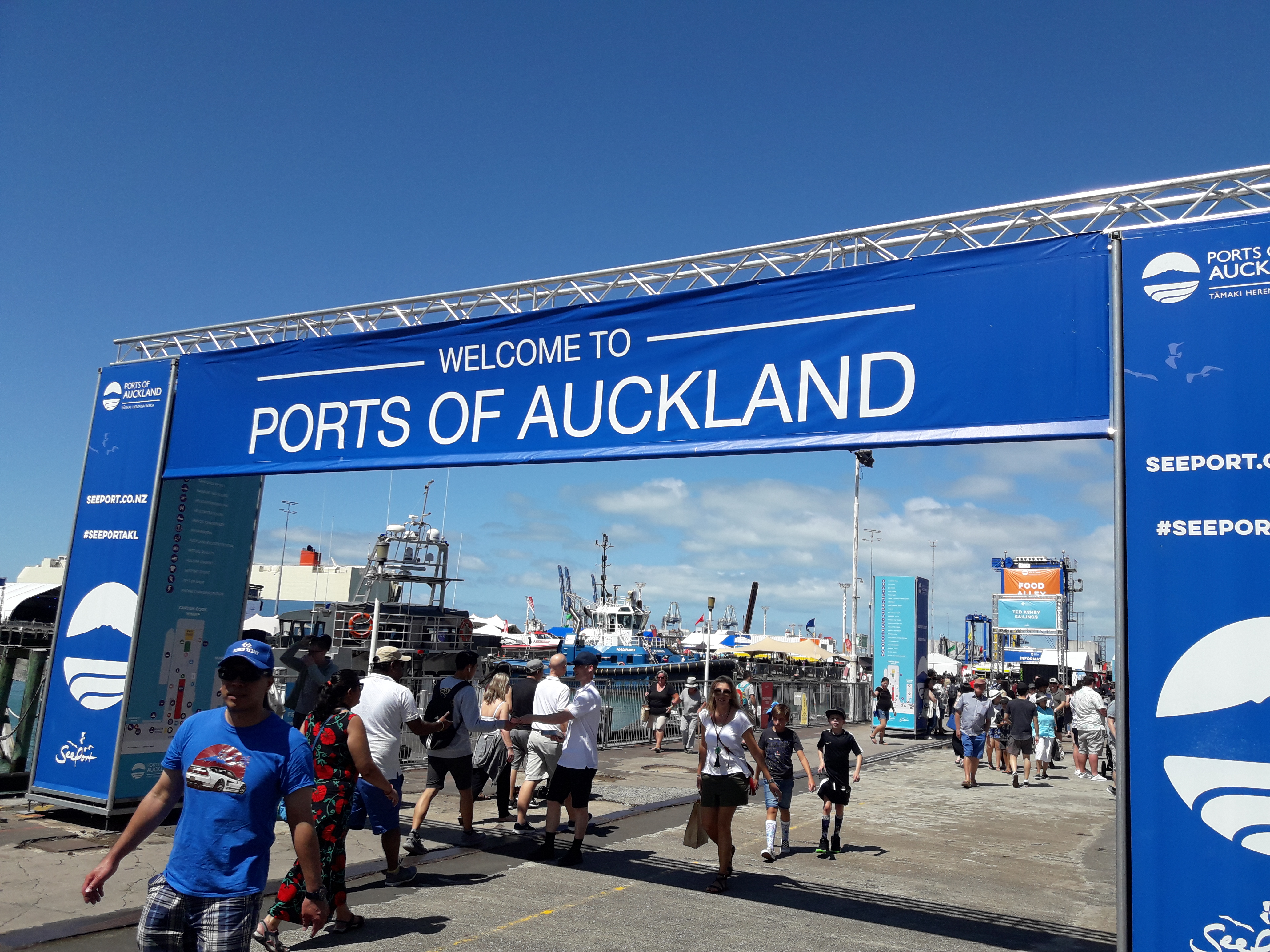
Fin de semana abierto de los puertos de Auckland en el fin de semana del aniversario de Auckland en 2019

Ports of Auckland Limited opera puertos marítimos en el puerto de Waitematā y en el puerto de Manukau, y cuatro centros de carga (puertos interiores), en South Auckland, Palmerston North, el Monte Maunganui y el Waikato. La empresa emplea el equivalente a 600 personas a tiempo completo y está operativa a todas horas para permitir una rápida entrega de la carga.

### Puerto de Auckland
El puerto de Auckland es un gran puerto de contenedores y comercio internacional situado en el puerto de Waitematā, en la zona central y oriental de la ribera de Auckland (al norte y junto al centro de negocios de Auckland). Las 55 hectáreas (140 acres) de muelles y zonas de almacenamiento (en su mayoría para contenedores, coches y otros envíos de gran tamaño) están situadas casi exclusivamente en tierras ganadas al mar, sobre todo en las antiguas Commercial Bay y Official Bay, y en Mechanics Bay.
Los muelles (de oeste a este) son:
- El muelle Wynyard, Wynyard Wharf (también conocido como "Tank Farm" o "Western Reclamation", al oeste de Viaduct Basin y utilizado principalmente para el almacenamiento de productos químicos y líquidos. En las próximas décadas se convertirá en una urbanización de uso mixto y en un parque). Este terreno es ahora propiedad de Panuku Development Auckland, la CCO del ayuntamiento, que lo administra.

- Muelle Princes, en inglés Princes Wharf  (desarrollo residencial y terminal de cruceros). Una servidumbre de paso alrededor del muelle de la orilla sirve para los servicios de emergencia y el atraque de barcos (como cuando los cruceros los visitan)

- Muelle Queens, Queens Wharf (propuesta de terminal de cruceros adicional).[3] Este terreno también es ahora propiedad de Panuku Development Auckland, que lo administra.

- Muelle del Capitán Cook (Captain Cook Wharf)
- Muelle de Marsden (Marsden Wharf)
- Muelle Bledisloe o Bledisloe Wharf (en el que se propuso construir el Stadium New Zealand en 2006)

- Muelle Jellicoe (Jellicoe Wharf)
- Muelle de Freyberg (Freyberg Wharf)
- Muelle Fergusson, Fergusson Wharf (un reclamo comercial de contenedores muy grande de la década de 1960)

En 2018 llegaron tres nuevas grúas de contenedores de gran tamaño de la empresa china Zhenhua Port Machinery Co. por 20 millones de dólares neozelandeses cada una, ahora instaladas en el extremo norte de la terminal de contenedores de Fergusson. Las nuevas grúas son las más grandes de Nueva Zelanda, con un peso de 2.100 toneladas cada una. Con una altura de 114 m y una longitud de pluma de 70 m, son capaces de levantar cuatro contenedores de 6,1 m a la vez. Se compraron para proporcionar la capacidad de elevación y el alcance necesarios para los buques Post-Panamax. Cada grúa tiene suficientes paneles solares para abastecer de energía a una casa neozelandesa media.
Ports of Auckland Limited se ha comprometido a ser una empresa de cero emisiones para 2040 y recientemente ha firmado un contrato con la empresa holandesa Damen Shipyards para comprar el primer remolcador portuario de tamaño completo y totalmente eléctrico del mundo. El nuevo remolcador, un Damen RSD-E Tug 2513 que se entregará en 2021, tendrá una fuerza de tiro de 70 toneladas, la misma que el remolcador diésel más potente del puerto, el Hauraki, también construido por Damen.

### Puerto de Onehunga
Hay un segundo puerto más pequeño en Onehunga, en el puerto de Manukau, en el lado sur del istmo de Auckland. Aunque está mucho más cerca de las zonas industriales del sur de Auckland, el acceso a través de la entrada poco profunda del puerto de Manukau, y las instalaciones más pequeñas, lo hacen mucho menos importante que el puerto principal, y se utiliza sobre todo para la navegación costera dentro de Nueva Zelanda, como para traer cemento desde Westport. El puerto, a pesar de estar 100 millas náuticas más cerca de Sydney y 200 millas náuticas más cerca de Wellington, nunca pudo desarrollarse en la misma medida que los puertos de Waitematā Harbour, debido a los extensos bancos de arena en la boca del puerto de Manukau.
El puerto floreció en la década de 1850 y a principios de 1860 como enlace con las regiones del puerto de Manukau y del Waikato, donde los tāmaki maoríes y las tribus del Waikato vendían y troceaban recursos como melocotones, melones, pescado y patatas, para revenderlos en los asentamientos de Auckland. Este comercio se interrumpió debido a la invasión de Waikato en 1863, y aunque el puerto siguió utilizándose para pasajeros y carga, quedó en desuso con el tiempo debido a la construcción de enlaces más fiables por carretera y ferrocarril con Wellington.
Los barcos modernos pasaron a ser demasiado grandes para utilizar el puerto, y en 2015 el Ayuntamiento de Auckland negoció su venta a la entidad municipal Panuku Development Auckland, que quería convertirlo en un pueblo frente al mar, con apartamentos y tiendas de estilo similar a Wynyard Quarter. La venta no se llevó a cabo y en 2016 se anunció que el puerto se vendería a la Agencia de Transporte de Nueva Zelanda (NZTA), que quería construir en el terreno un intercambiador para un enlace de autopista este-oeste de 1.800 millones de dólares. Se afirmó que la NZTA aún no había finalizado sus planes para el intercambiador y que cualquier terreno que quedara después de su construcción se vendería a Panuku.

### Muelle Chelsea
El muelle Chelsea, en Birkenhead, en la costa norte, que no forma parte de las actuales instalaciones de POAL, sirve a la refinería de azúcar Chelsea, que funciona desde 1884. Las 9 hectáreas (22 acres) del terreno fueron arrendadas a POAL, pero fueron adquiridas por Chelsea en 1997. Los barcos con azúcar sin refinar (en su mayoría procedentes de Australia) llegan al muelle cada seis semanas, y como generalmente superan las 500 toneladas brutas (GT), los barcos están legalmente obligados a utilizar el pilotaje, gestionado por el Control Portuario de los Puertos de Auckland.

### Puertos interiores
Los cuatro puertos interiores operados por Ports of Auckland funcionan como intercambios ferroviarios entre el puerto marítimo y las redes nacionales de transporte de mercancías por carretera y ferrocarril.

## Rotación

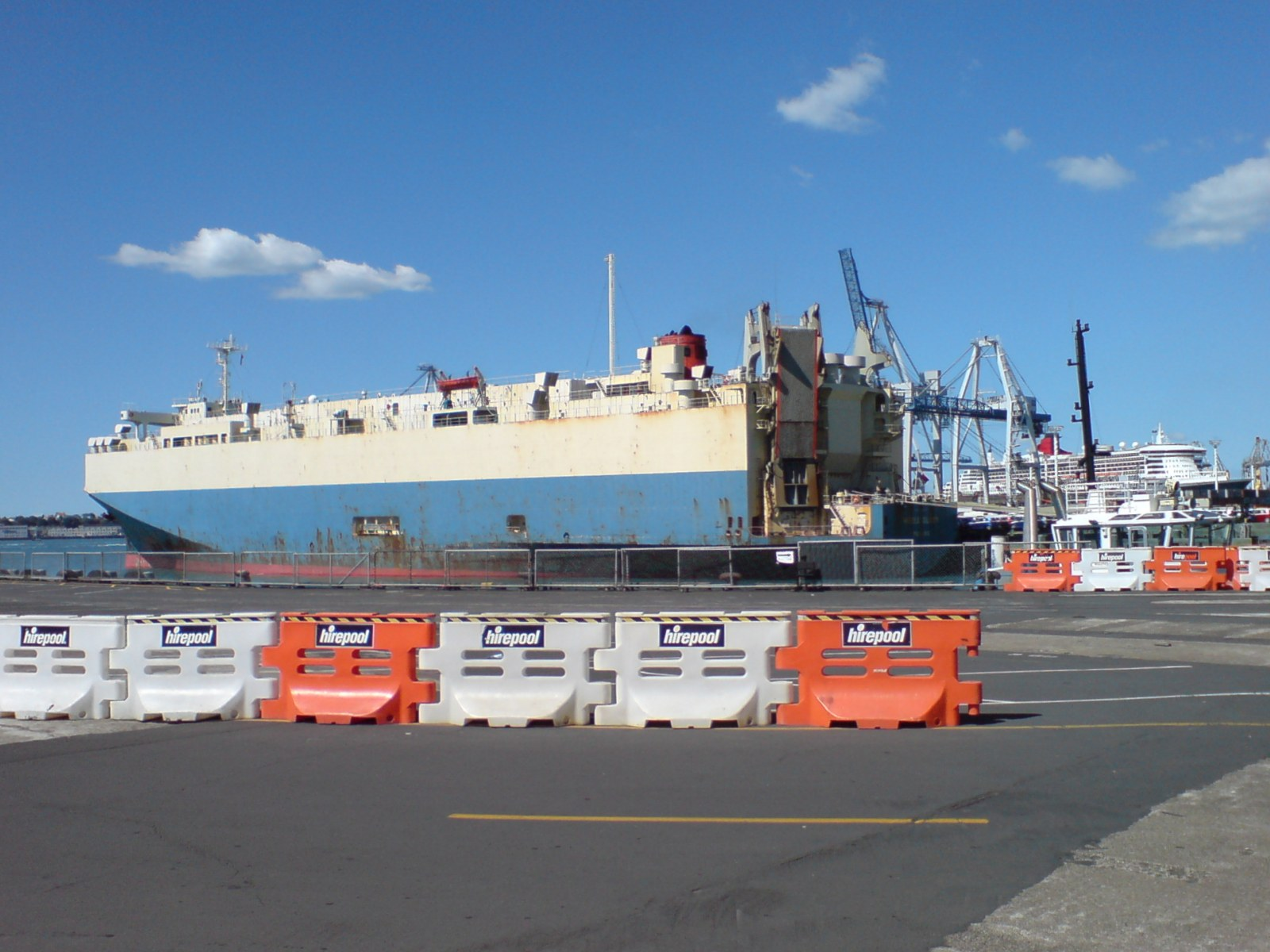
Un barco de carga y descarga en el Muelle Captain Cook, con el al fondo

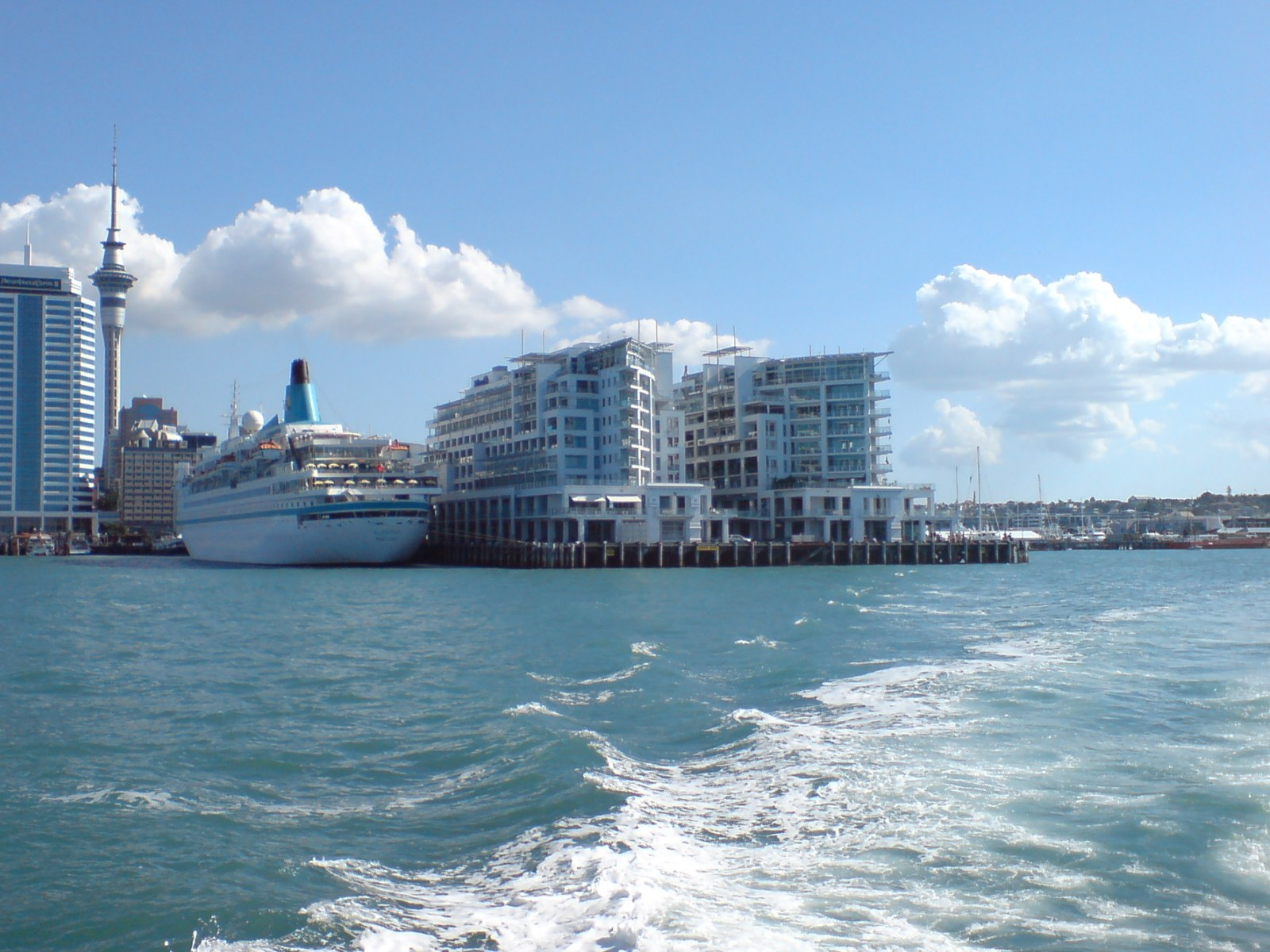
Un crucero en el Muelle Princes, la terminal de pasajeros de ultramar de Auckland

### Carga
Visitado por unos 1.600 buques comerciales al año, Auckland es el mayor puerto comercial de Nueva Zelanda, que maneja más de 20.000 millones de dólares neozelandeses de mercancías al año. Ports of Auckland mueve el 60% de las importaciones y el 40% de las exportaciones de Nueva Zelanda (ambas en valor, 2006), respectivamente el 50% del comercio de contenedores de la Isla Norte y el 37% de todo el comercio de contenedores de Nueva Zelanda (2007). Mueve 4 millones de toneladas de carga "breakbulk" al año (2006), así como unas 773.160 unidades de contenedores de veinte pies equivalentes al año (2007).
Otra de las principales importaciones son los coches usados, con aproximadamente 250.000 desembarcos al año. Los coches son principalmente modelos japoneses relativamente nuevos, debido a los estrictos requisitos técnicos de las autoridades viales japonesas. Debido a las estrictas normas de bioseguridad del país, antes administradas por el MAF y ahora por su organismo sucesor, el MPI, los coches (y muchas otras mercancías) tienen que pasar por una instalación de descontaminación, lo que aumenta considerablemente los tiempos de rotación.

### Cruceros
En la temporada 2005-2006, POAL atendió 48 visitas de cruceros (en la Terminal de Pasajeros de Ultramar, el Muelle Princes Wharf), con más de 100.000 pasajeros que pasaron por el puerto, en su mayoría desembarcando para hacer escalas cortas en Auckland o la región circundante. Se calcula que cada uno de los barcos aporta alrededor de 1 millón de dólares neozelandeses a la economía regional. Para 2007-2008, el total fue de 73 visitas de barcos, lo que supone otro fuerte aumento.
Hasta ahora, el mayor barco que ha visitado el puerto ha sido el Queen Mary 2, que tuvo que ser desviado al muelle de Jellicoe, en la parte de carga del puerto, debido a su tamaño. Sin embargo, el mayor volumen de negocio en un día se produjo en febrero de 2007, cuando el Statendam y el Sapphire Princess llegaron a Auckland para intercambiar alrededor de 8.000 personas en la terminal, el equivalente a 19 jumbos Boeing 747.
En 2013, Auckland ganó un importante premio del sector de los cruceros, al ser nombrada mejor destino de giro (mejor lugar para empezar o terminar un crucero) por la revista británica Cruise Insight a partir de una encuesta realizada entre los líderes del sector.

## Impacto económico
Según una evaluación del impacto económico, 173.000 puestos de trabajo en la región de Auckland dependen del comercio a través de los puertos y éstos afectan a un tercio de la economía local. Ports of Auckland es propiedad al 100% del Consejo de Auckland. Los dividendos anuales de Auckland Regional Holdings y sus predecesores en los 15 años anteriores a 2006 ascendieron a 500 millones de dólares neozelandeses.

## Historia

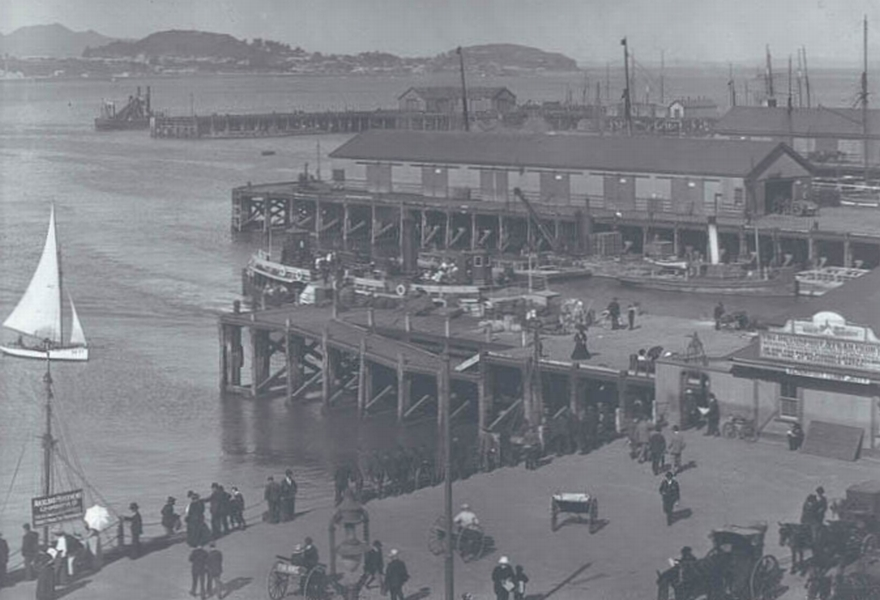
El centro actual del puerto de trabajo está más al este que en tiempos históricos. Aquí se pueden ver los muelles cerca del lugar donde se encontraba la actual terminal de ferrys de Auckland en 1905.

El comercio de Auckland, por ser la (ahora) mayor ciudad de una nación insular, siempre ha dependido en gran medida de sus puertos. Partiendo de los muelles originales de la Commercial Bay en la década de 1840, y expandiéndose a través de los planes de recuperación de tierras que transformaron todo el frente marítimo de Auckland a lo largo de los siglos XIX y XX (y que aún continúan en la actualidad, especialmente en el muelle de Fergusson), el puerto se convirtió en el mayor de Nueva Zelanda (y lo ha sido al menos desde 1924, por cierto el mismo año en que se inauguró el puerto de Onehunga).

### sigloXIX
El establecimiento inicial de las instalaciones portuarias en Commercial Bay y Official Bay se vio afectado por las marismas que dificultaban el establecimiento de buenos muelles. Después de que el control del puerto de Waitematā pasara a manos del Consejo Provincial de Auckland en 1853, el Consejo realizó una gran labor de mejora de las instalaciones, que incluyó la construcción del primer muelle de Queen Street, la construcción de un muelle a lo largo de Customs Street y un rompeolas en Point Britomart.
Tras la creación de la Junta del Puerto de Auckland en 1871, se añadieron más muelles y se llevaron a cabo enormes obras de recuperación, lo que hizo que Freemans Bay y Mechanics Bay perdieran su línea de costa natural, mientras que Commercial Bay (donde hoy se encuentra gran parte del CBD de Auckland y el paseo marítimo de Auckland) se perdió totalmente para la historia. Los nuevos terrenos ganados al mar permitieron la construcción de un muelle ferroviario y de nuevas instalaciones portuarias. También se construyeron nuevas instalaciones al otro lado del puerto, en Devonport, siendo el "Calliope Dock" el mayor dique seco del hemisferio sur en 1888.

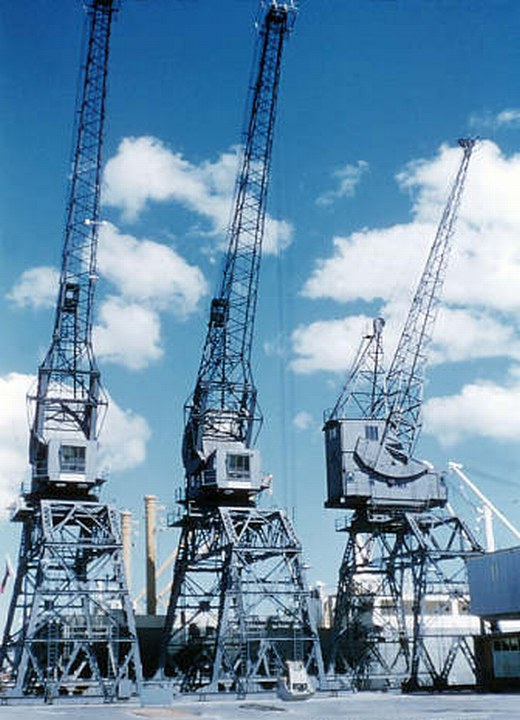
Grúas en el muelle de Jellicoe en 1960

### sigloXX
A principios del siglo XX, el tráfico comercial y de pasajeros era ya muy intenso, con la llegada regular de grandes transatlánticos de Europa y Estados Unidos. Aunque la Segunda Guerra Mundial hizo fracasar el incipiente comercio turístico, la entrada de Estados Unidos en la guerra en 1941 le llevó a basar una parte de las operaciones de su flota en Auckland, lo que hizo necesaria una mayor ampliación de las instalaciones portuarias. Sólo en 1943, 104 buques de guerra y 284 transportes visitaron Auckland. Durante este tiempo, comenzaron las operaciones 24/7.
Después de la guerra, la expansión continuó, con la apertura de los muelles de importación y Freyberg en 1961, así como la creación de la Terminal de Pasajeros de Ultramar en el muelle Princess. A finales de la década de 1960, se creó el enorme muelle Fergusson de gran calado para dar servicio al incipiente comercio de contenedores. Aunque se terminó en 1971, hubo que esperar hasta 1973 para que llegara el primer buque portacontenedores, aunque la tendencia general de los contenedores era no evitar el puerto.
En 1985, un pirata informático adolescente irrumpió en el sistema informático de la Junta del Puerto. Aunque no fue el primer incidente de piratería informática del que se informó en Nueva Zelanda, sí fue uno de los primeros en aparecer en una noticia importante de televisión.

#### Corporatización
En 1988, la Junta Portuaria de Auckland y las operaciones del puerto se corporativizaron y se entregaron a una empresa de nueva creación, Ports of Auckland, mediante una ley del Parlamento. El cambio de gestión aumentó la productividad, pero también provocó una reducción sustancial de la plantilla de empleados directos.
En octubre de 1993, el 20% de las acciones se pusieron a la venta en el mercado de valores neozelandés cuando el Consejo Regional de Waikato vendió su participación. El 1 de abril de 2005, Auckland Regional Holdings, parte del antiguo Consejo Regional de Auckland, que poseía el 80% restante de las acciones de la empresa, hizo una oferta de adquisición a 8 dólares por acción. Esto daba a la empresa un valor de 848 millones de dólares. La oferta tuvo éxito, y el puerto es ahora 100% propiedad del Consejo de Auckland, sucesor del Consejo Regional de Auckland y otras autoridades locales.
Desde 2012, Auckland Council Investments Limited (ACIL), la CCO responsable de los activos de inversión no relacionados con el transporte, gestiona el 100% de la participación de Ports of Auckland Limited, cuyo valor actual es de aproximadamente 620 millones de dólares.

### sigloXXI
Siendo ahora la tercera terminal de contenedores más grande de Australasia, así como el puerto más activo de Nueva Zelanda, poco queda de las instalaciones originales. Aun así, Ports of Auckland sigue expandiéndose y cambiando a un ritmo rápido, con nuevas obras de recuperación previstas para desplazar las operaciones portuarias más al este, en relación con las necesidades futuras, así como con los planes para un frente marítimo de Auckland más accesible.
En 2007, con la previsión de un gran aumento del tráfico marítimo (debido a que la naviera Maersk eligió Auckland como centro del tráfico de exportación de Fonterra), POAL se planteó una fusión con el Puerto de Tauranga, que no llegó a producirse. Ese mismo año, los volúmenes del puerto aumentaron un 12,6%, mientras que los beneficios, una vez deducidas las partidas extraordinarias y las inversiones inmobiliarias no relacionadas con la explotación portuaria, se mantuvieron similares a los de 2006 (entonces 55,9 millones de dólares neozelandeses).
En su plan de 2008, el POAL propuso ampliar las terminales de Fergusson y Bledisloe para convertirlas en una gran zona destinada principalmente a la manipulación de contenedores. El cambio aumentaría la capacidad del puerto en un 250%, y permitiría a los buques de hasta 7.000 contenedores utilizar sus instalaciones, donde el límite actual es de unos 4.000. La ampliación incluiría la compra de grúas aún más grandes, con un máximo de 94 metros, mientras que los contenedores en el muelle podrían apilarse hasta en edificios de seis pisos.
En 2009, el POAL señaló que, si bien el negocio de los contenedores en el último año había aumentado y los beneficios en ese sector habían crecido debido a las ganancias de productividad y a la mayor consolidación de la industria hacia puertos más grandes como el de Auckland, hubo una reducción significativa en el negocio de importación de automóviles debido a la recesión, lo que redujo los beneficios de la empresa en un 26%, hasta los 12,6 millones de dólares, en el último semestre hasta el 31 de diciembre de 2008.
Desde principios de 2010, Ports of Auckland ha puesto en funcionamiento un nuevo puerto interior / apartadero ferroviario en Wiri para conectar el transporte de mercancías por carretera con las instalaciones portuarias a través de trenes de mercancías. La nueva instalación permite a Ports of Auckland reducir el número de camiones que tienen que pasar por la zona de Auckland Central en hasta 100.000 viajes al año.
El 30 de junio de 2020, Ports of Auckland desplegó una solución de planificación gráfica.

## Disputa industrial
A finales de 2011, Ports of Auckland se vio inmerso en un conflicto laboral con los trabajadores representados por el Sindicato Marítimo de Nueva Zelanda, después de que se rompieran las negociaciones sobre la expiración del contrato colectivo existente y los planes del puerto de contratar sus servicios a trabajadores eventuales. El consejo de administración de la empresa citó un informe de la Comisión de Productividad en el que se pedía una mayor flexibilidad en el sector portuario, y la necesidad de competir con su rival más cercano, el Puerto de Tauranga. La Federación Internacional de Trabajadores del Transporte (ITF) y el Sindicato Internacional de Muelles y Almacenes (ILWU) se implicaron posteriormente, advirtiendo que Ports of Auckland podría ser declarado el primer "puerto de conveniencia" del mundo. Los trabajadores portuarios de otras partes del país bajaron brevemente las herramientas en apoyo de los trabajadores de Auckland en huelga, antes de recibir la orden de volver al trabajo.
El 7 de marzo de 2012, el puerto anunció que todos los trabajadores portuarios en huelga serían despedidos. Esto provocó una fuerte respuesta de los trabajadores portuarios en huelga, del Sindicato Marítimo de Nueva Zelanda y de sus afiliados mundiales en la ITF, ILWU y el Sindicato Marítimo de Australia. El presidente de la ITF, Paddy Crumlin, declaró posteriormente a Ports of Auckland puerto de conveniencia el 9 de marzo.
El 10 de marzo se organizó una marcha de protesta por la calle Queen de Auckland, con una participación estimada entre 2.000 y 5.000 personas.
En respuesta, el Puerto publicó una carta a toda página en The Sunday Star-Times, argumentando que los trabajadores portuarios ganaban una media de 91.000 dólares por una semana laboral de 26 horas. Estas cifras han sido impugnadas por el Sindicato Marítimo de Nueva Zelanda, que acusó al Puerto de tener siempre planes de precarización y de tergiversar sus propias cifras para desacreditar al sindicato.
El alcalde de Auckland, Len Brown, se negó a tomar partido en el conflicto, lo que suscitó las críticas de sus partidarios, pero se ofreció a mediar en la disputa. En diciembre de 2012, la Autoridad de Relaciones Laborales multó al puerto con 40.000 dólares neozelandeses por emplear deliberadamente a rompehuelgas durante el conflicto.
A finales de 2013, se informó de que el conflicto seguía sin resolverse. Sin embargo, en febrero de 2015 se alcanzó finalmente un nuevo acuerdo colectivo.

## Fin de semana de puertas abiertas en SeePort
Ports of Auckland celebra su fin de semana anual de puertas abiertas, llamado SeePort, en los fines de semana del aniversario de Auckland, para mostrar al público sus puertos y la historia de la industria naviera y el patrimonio marítimo de Auckland.